# Абдурахманов, Дамир Равильевич
Дамир Равильевич Абдурахманов (род. 9 июля 1977) — российский футболист.
Профессиональную карьеру начал в команде второго дивизиона «Носта» Новотроицк в 2001 году. В 2002 году в составе клуба «Видное» стал победителем зоны «Центр» первенства КФК. В первой половине следующего сезона провёл за команду пять матчей во втором дивизионе, затем сыграл четыре матча в первом дивизионе за «Нефтехимик» Нижнекамск. В 2004 году сначала провёл 12 матчей во втором дивизионе за московский «Алмаз», затем — четыре игры в чемпионате Белоруссии в составе «Дариды» Ждановичи, после чего завершил профессиональную карьеру. Служил в органах внутренних дел и играл на любительском уровне за МУВД на ВВТ.